# コニー・ウィリス
コニー・ウィリス（Constance Elaine Trimmer Willis、1945年12月31日 - ）は、アメリカ合衆国の女性SF作家。1980年代から1990年代における最も優れたSF作家の一人である。現在までにヒューゴー賞を11回、ネビュラ賞を7回、ローカス賞を11回受賞している。

## 経歴
1945年12月31日、コロラド州デンヴァーに生まれる。1967年、コロラド州立大学（現在の北コロラド大学）を卒業。1967年から1981年まで小中学校の教師として働く。教員生活の中で小説を書き、1971年、Worlds Of Fantasy誌に掲載された "The Secret of Santa Titicaca" でデビュー。1979年、「デイジー、日だまりの中で」がヒューゴー賞候補となる。
1982年、全米芸術基金 (NEA) の援助が受けられるようになり、教職をやめて専業作家となった。同年、中編「見張り」がヒューゴー賞、ネビュラ賞を受賞、短編「クリアリー家からの手紙」がネビュラ賞を受賞、以後多くの作品を執筆し、多くの賞を受賞している。
主な作品に、21世紀中盤のオックスフォード大学の歴史研究家たちのタイムトラベルを描いた小説（『ドゥームズディ・ブック』、『犬は勘定に入れません』、『ブラックアウト』、『オール・クリア』など）がある。現在は、一時中断していたUFOネタの作品の執筆を再開している。
1967年に結婚した物理学教師を務める夫のコートニー・ウィリスと共に、コロラド州グリーリーに在住。コーディーリア（コーデリア）という娘が1人いる。2009年、Science Fiction Museum and Science Fiction Hall of Fame に選ばれた。

## 受賞歴
- ヒューゴー賞
  - ヒューゴー賞 長編小説部門: 『ドゥームズデイ・ブック』(1993)[5]、『犬は勘定に入れません』(1999)[6]、『ブラックアウト』『オール・クリア』(2011)
  - ヒューゴー賞 中長編小説部門: 「最後のウィネベーゴ」(1989)、「マーブル・アーチの風」(2000)、「インサイダー疑惑」(2006)、「もろびと大地に坐して」（「まれびとこぞりて」）(2008)
  - ヒューゴー賞 中編小説部門: 「見張り」（「空襲警報」）(1983)
  - ヒューゴー賞 短編小説部門: 「女王様でも」(1993)、「ナイルに死す」"Death on the Nile"(1994)、「魂はみずからの社会を選ぶ――侵略と撃退：エミリー・ディキンスンの詩二編の執筆年代再考：ウェルズ的視点」(1997)
- ネビュラ賞
  - ネビュラ賞 長編小説部門: 『ドゥームズデイ・ブック』(1992)[7]、『ブラックアウト』『オール・クリア』(2010)
  - ネビュラ賞 中長編小説部門: 「最後のウィネベーゴ」(1988)
  - ネビュラ賞 中編小説部門: 「見張り」（「空襲警報」）(1982)、「リアルトホテルにて」（「リアルト・ホテルで」「混沌（カオス）ホテル」）(1989)
  - ネビュラ賞 短編小説部門: 「クリアリー家への手紙」(1982)、「女王様でも」(1992)
- ローカス賞
  - ローカス賞 SF長編部門: 『ドゥームズデイ・ブック』(1993)[5]、『犬は勘定に入れません』(1999)[6]、『航路』(2002)[8]、『ブラックアウト』『オール・クリア』(2011)
  - ローカス賞 中長編部門: 「リメイク」(1996)、Bellwether(1997)
  - ローカス賞 中編部門: 「ニュースレター」(1998)
  - ローカス賞 短編部門: 「女王様でも」(1993)、「接近遭遇」(1994)
  - ローカス賞 短編集部門: Impossible Things(1994)、The Winds of Marble Arch and Other Stories(2008)
- ジョン・W・キャンベル記念賞: 『リンカーンの夢』(1988)[9]

## 主要作品リスト

### 長編・中編
- Water Witch （1982年） シンシア・フェリス（英語版）と共著
- 『リンカーンの夢』 Lincoln's Dreams （1987年） ジョン・W・キャンベル記念賞 受賞
- 『アリアドニの遁走曲』 Light Raid （1989年） シンシア・フェリスと共著
- 『ドゥームズデイ・ブック』 Doomsday Book （1992年） ヒューゴー賞・ネビュラ賞・ローカス賞 受賞、(2003)、ハヤカワ文庫
- 『リメイク』 Remake （1994年）
- Uncharted Territory （1994年）
- Bellwether （1996年）
- Promised Land （1997年） シンシア・フェリスと共著
- 『犬は勘定に入れません- あるいは、消えたヴィクトリア朝花瓶の謎』 To Say Nothing of the Dog （1998年） ヒューゴー賞・ローカス賞 受賞、(2009)、ハヤカワ文庫
- 『航路』 Passage （2001年） ローカス賞 受賞、(2003)、ソニーマガジンズ
- 『インサイダー疑惑』 Inside Job （2005年） ヒューゴー賞 受賞
- D.A. （2007年）
- 『もろびと大地に坐して』（「まれびとこぞりて」） All Seated on the Ground （2007年）
- 『ブラックアウト』 Blackout （2010年）、『オール・クリア』 All Clear （2010年）
  - 『ブラックアウト』『オール・クリア』合わせて1作として、ヒューゴー賞・ネビュラ賞・ローカス賞 受賞
- 『エミリーの総て』 All About Emily （2011年）
- 『クロストーク』 Crosstalk （2016年）

### 短編集
- 『わが愛しき娘たちよ』 Fire Watch （1984年） - 12編収録
  - 「見張り」（「空襲警報」） Fire Watch - ヒューゴー賞・ネビュラ賞 受賞
  - 「埋葬式」 Service for the Burial of the Dead
  - 「失われ、見出されしもの」 Lost and Found
  - 「わが愛しき娘たちよ」 All My Darling Daughters
  - 「花嫁の父」 The Father of the Bride
  - 「クリアリー家からの手紙」 A Letter from the Clearys - ネビュラ賞 受賞
  - 「遠路はるばる」 And Come from Miles Around
  - 「鏡の中のシドン」 The Sidon in the Mirror
  - 「デイジー、日だまりの中で」 Daisy, in the Sun
  - 「通販クローン」 Mail Order Clone
  - 「サマリア人（びと）」 Samaritan
  - 「月がとっても青いから」 Blued Moon
- Impossible Things （1993年）
- Miracle and Other Christmas Stories （1999年）
- The Winds of Marble Arch and other stories （2007年）
  - これまでの短編集の収録作から選ばれた短編に、短編集未収録作を加えたもの。
- The Best of Connie Willis: Award-Winning Stories（2013年） - 10編収録
  - 『混沌【カオス】ホテル (ザ・ベスト・オブ・コニー・ウィリス)』 大森望訳 - 5編収録
早川書房〈ハヤカワ文庫SF〉、2014年
短編集 The Best of Connie Willis: Award-Winning Stories からユーモア系の5編を選んだもの。
    - 「混沌（カオス）ホテル」（「リアルトホテルにて」「リアルト・ホテルで」）At the Rialto - ネビュラ賞受賞
    - 「女王様でも」Even the Queen - ヒューゴー賞・ネビュラ賞・ローカス賞 受賞
    - 「インサイダー疑惑」Inside Job - ヒューゴー賞 受賞
    - 「魂はみずからの社会を選ぶ」The Soul Selects Her Own Society: Invasion and Repulsion: A Chronological Reinterpretation of Two of Emily Dickinson's Poems: A Wellsian Perspective - ヒューゴー賞 受賞
    - 「まれびとこぞりて」（「もろびと大地に坐して」）  All Seated on the Ground - ヒューゴー賞 受賞

  - 『空襲警報 (ザ・ベスト・オブ・コニー・ウィリス)』 大森望訳 - 5編収録
早川書房〈ハヤカワ文庫SF〉、2014年
短編集 The Best of Connie Willis: Award-Winning Stories からシリアス系の5編を選んだもの。
    - 「空襲警報」（「見張り」）Fire Watch - ヒューゴー賞・ネビュラ賞 受賞
    - 「クリアリー家からの手紙」 A Letter from the Clearys - ネビュラ賞 受賞
    - 「ナイルに死す」"Death on the Nile" - ヒューゴー賞 受賞
    - 「マーブル・アーチの風」 The Winds of Marble Arch - ヒューゴー賞 受賞
    - 「最後のウィネベーゴ」The Last of the Winnebagos - ヒューゴー賞・ネビュラ賞 受賞

他、短編多数。

#### 日本オリジナル作品集
- 『最後のウィネベーゴ』 大森望 編訳 - 4編収録
短編集 Impossible Things から4編を選んだもの。
河出書房新社〈奇想コレクション〉、2006年、ISBN 978-4-309-62197-5
河出書房新社〈河出文庫〉、2013年、ISBN 978-4-309-46383-4
  - 「女王様でも」 Even the Queen - ヒューゴー賞・ネビュラ賞・ローカス賞 受賞
  - 「タイムアウト」 Time Out
  - 「スパイス・ポグロム」 Spice Pogrom
  - 「最後のウィネベーゴ」 The Last of the Winnebagos - ヒューゴー賞・ネビュラ賞 受賞
- 『マーブル・アーチの風』 大森望 編訳 - 5編収録
早川書房〈プラチナ・ファンタジイ〉、2008年、ISBN 978-4-15-208958-8
  - 「白亜紀後期にて」 In the Last Cretaceous
  - 「ニュースレター」 Newsletter - ローカス賞 受賞
  - 「ひいらぎ飾ろう@クリスマス」 deck.halls@boughs/holly
  - 「マーブル・アーチの風」 The Winds of Marble Arch - ヒューゴー賞 受賞
  - 「インサイダー疑惑」 Inside Job - ヒューゴー賞 受賞